# Palácio da Europa
O Palácio da Europa (em francês:  Palais de l'Europe), situado em Estrasburgo, é a sede do Conselho da Europa.

## História
O edifício foi projetado pelo arquiteto Henry Bernard e foi inaugurado em 1977. Ele mede cento e seis metros em cada lado e trinta e oito metros de altura (que representam nove andares). Sua área total é de sessenta e quatro mil metros quadrados. Ele inclui dezassete salas de reuniões e uma centena de escritórios para os funcionários do Secretariado do Conselho da Europa, como do hemiciclo da Assembleia Parlamentar. O exterior do edifício é vermelho, prata e castanho. O Palácio da Europa localiza-se no bairro europeu de Estrasburgo, cerca de dois quilómetros a noroeste da Grande Ilha, o centro histórico de Estrasburgo.

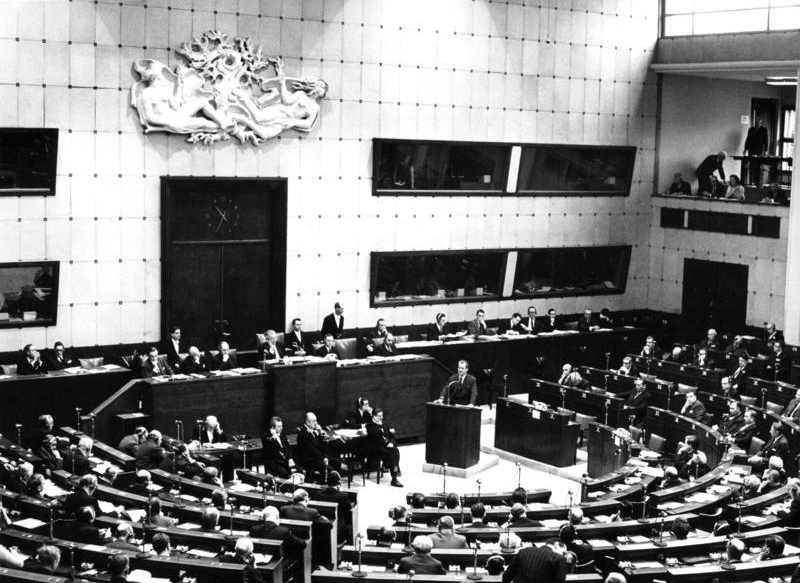
Uma sessão da Assembleia do Conselho da Europa, dentro da Casa da Europa, em Estrasburgo, (janeiro de 1967).

O primeiro edifício onde se realizou as reuniões do Conselho da Europa foi o edifício principal da Universidade de Estrasburgo. No entanto, entre 1950 e 1977, as reuniões do Conselho foram realizadas num edifício provisório de betão, desprovido de qualquer estética e puramente funcional: a Casa da Europa (em francês:  Maison de l’Europe), projetada pelo arquiteto Bertrand Monnet e construída em 1949. Foi destruída em 1977 e situava-se no atual gramado que conduz ao palácio.
Até 1999, o Conselho da Europa dividia o hemiciclo do Palácio da Europa com o Parlamento Europeu.